# Vera Sandberg
Vera Helfrid Victoria Sandberg (Hångers gård, Ljungby, 23 de mayo de 1895- Estocolmo, 24 de diciembre de 1979) fue una ingeniera sueca. En 1917 se convirtió en la primera ingeniera mujer de Suecia.

## Biografía
Vera Sandberg creció en Långasjönäs en Asarums en la provincia de Blekinge. Cuando entró en la Universidad Chalmers de Tecnología, en 1914, era la única mujer entre los 500 estudiantes de sexo masculino. En 1917, obtuvo su licenciatura en química, y después comenzó a trabajar en AB Skandinaviska Raffineriet en Partille, y ocupó diversos cargos en Oljefabriken i Karlshamn, en Helsingborgs Gummifabrik y en Sieverts Kabelverk en Sundbyberg. Se casó con el ingeniero Ragnar Adolf Resare entre 1937 y 1950. La pareja residió en Storfors durante varios años, durante los que se centró en su familia. Hasta 1956 fue copropietaria de la fábrica de papel Långasjönäs Pappersbruk y participó regularmente en el consejo directivo.

## Legado
Varias cosas han sido nombradas en su honor:
- Chalmersspexet Vera, teatro amateur realizada por Sindicato de Estudiantes de Chalmers.
- Vera Sandbergs Allé, callejón en Gotemburgo.
- Uno de los globos de aire caliente de Chalmers.
- Una sala de conferencias en el edificio de la unión de estudiantes de Chalmers.
- Equipo de Chalmer, Chalmers Vera Team, en el concurso Eco-Marathon.
- Vera Sandbergs gata, una calle en Ljungby.